# Multiplexor Inverso

Representación esquemática de la operación de multiplexación inversa

Un multiplexor inverso (a menudo abreviado como "mux inverso" o "imux") permite que un flujo de datos se divida en múltiples enlaces de comunicación de menor velocidad de datos.
Un multiplexor inverso se diferencia de un demultiplexor porque los múltiples flujos de salida del primero permanecen interrelacionados, mientras que los del segundo no lo están. Un multiplexor inverso es lo contrario de un multiplexor porque divide un enlace de alta velocidad en múltiples enlaces de baja velocidad, mientras que un multiplexor combina múltiples enlaces de baja velocidad en un enlace de alta velocidad. 
Esto proporciona una conexión de extremo a extremo de varias veces la velocidad de datos disponible en cada uno de los enlaces de datos de baja velocidad. Nótese que, al igual que con los multiplexores, los enlaces se utilizan a menudo en pares bidireccionales y, en cada extremo del enlace, un multiplexor inverso se combinará con su reverso (un demultiplexor inverso) y seguirá siendo llamado MUX inverso. 
Los multiplexores inversos se utilizan, por ejemplo, para combinar varios canales RDSI en un circuito de alta velocidad, en el que se necesita una conexión de mayor velocidad que la disponible en una sola conexión RDSI. Esto suele ser útil en zonas donde no se dispone de circuitos de mayor velocidad.
Una alternativa a un multiplexor inverso es utilizar tres enlaces separados y compartir la carga de datos entre ellos. En el caso del IP, los paquetes de red podrían enviarse en modo round-robin entre cada enlace separado. Las ventajas de utilizar la multiplexación inversa sobre enlaces separados incluyen:
- Menor latencia de los enlaces (un solo paquete puede repartirse entre todos los enlaces)
- Un equilibrio de carga más justo
- Simplicidad de la red (no se necesita un switch entre las cajas con interfaces de alta velocidad)

Una analogía sencilla con el transporte puede ayudar a explicar la distinción entre la multiplexación y la multiplexación inversa. Cuando se envían al extranjero cargas pequeñas como lápices, generalmente no se transportan de una en una. Más bien se ensamblan en pequeñas cajas, que se agrupan en cartones más grandes, que van en contenedores intermodales, que unen varios contenedores a bordo de un buque portacontenedores. Cada paso es análogo a un proceso de multiplexación. A la inversa, una carga grande, por ejemplo, en la reubicación de una estructura, puede ser desmontada para su transporte en múltiples vehículos y luego reensamblada en el orden correcto en el lugar de destino. Esto es análogo a la multiplexación inversa. 
Ejemplo:
--enlace de baja velocidad #1-- DTE --- datos de alta tasa -- mux inverso -- enlace de baja tasa #2-- (de) mux inverso--DTE  --enlace de baja tasa #3--
DTE = equipo terminal de datos  DCE = equipo terminal de circuito de datos